# Richard von Kienle
Richard von Kienle (* 9. Februar 1908 in Tiengen (Hochrhein); † 18. Mai 1985 in Berlin) war ein deutscher Linguist, der sich mit indogermanischer Sprachwissenschaft befasste. Er war Professor in Hamburg und Leiter des Indogermanischen Seminars an der FU Berlin.

## Leben
Kienle wurde 1931 bei Hermann Güntert an der Universität Heidelberg promoviert und war dessen Assistent. Danach war er Hilfsarbeiter (Wissenschaftlicher Mitarbeiter) in der Arbeitsstelle des Deutschen Rechtswörterbuchs unter Eberhard von Künßberg. 1933 habilitierte er sich in Heidelberg. Zum 1. Mai desselben Jahres trat er der NSDAP bei (Mitgliedsnummer 3.091.962). Ab Sommersemester 1938 war er Lehrstuhlvertreter für den erkrankten Hermann Güntert in Heidelberg, danach Lehrstuhlvertreter von Walter Porzig in Jena und ab 1940 außerordentlicher Professor in Heidelberg. 1941 wurde er ordentlicher Professor in Hamburg. 1942 bis 1945 war er Soldat. Er war wie sein Kollege Walther Wüst Mitglied der SS und übernahm auf Vorschlag von Wüst (der Kurator beim Ahnenerbe war) im SS-Ahnenerbe im Frühjahr 1943 eine neu geschaffene Abteilung indogermanische Wortkunde.
Für das Ahnenerbe schrieb er ein Buch über germanische Gemeinschaftsformen (Sippe, Bund, Stamm hielt er für den Germanen eigene Organisationsformen). Er war Mitherausgeber der von Hermann Güntert 1938 gegründeten neuen Zeitschrift Wörter und Sachen (die zunächst Güntert und Wüst herausgaben und dann – Güntert erlitt 1939 einen Schlaganfall – Wüst und Kienle).
Nach dem Krieg konnte er wegen seiner NSDAP- und SS-Mitgliedschaft zunächst nicht wieder auf seinen Lehrstuhl in Hamburg und wurde Lehrer für Latein, Griechisch und Deutsch am Englischen Institut in Heidelberg, einer Privatschule. 1953 wurde er als Professor für Indogermanische Sprachwissenschaft an die FU Berlin berufen, wobei die Berufungskommission seine politische Vergangenheit überprüfte (man holte Gutachten unter anderem von Bruno Snell in Hamburg ein) und zum Schluss kam, dass er politisch trotz Mitgliedschaft in nationalsozialistischen Organisationen nicht belastet war. 1974 wurde er emeritiert.

## Werk
Von ihm stammt eine 1960 erschienene Historische Laut- und Formenlehre der Deutschen Sprache, die ein Standardwerk wurde.
Unmittelbar nach dem Krieg war er an zwei Werken beteiligt, die Bestseller wurden und häufig nachgedruckt wurden: ein Lateinisch-Deutsches Wörterbuch (mit Hans Haas) und ein Fremdwörterlexikon.
Er war Mitherausgeber einer Tacitus-Ausgabe und befasste sich neben der deutschen Sprache mit Italischen Sprachen (darunter Latein) und keltischen Sprachen.

## Schriften
- Germanische Gemeinschaftsformen, Berlin: Das Ahnenerbe, Stuttgart: Kohlhammer, 1939
- Gotische Texte, Heidelberg 1948
- Fremdwörterlexikon, Heidelberg 1950, 10. Auflage 1965
- mit Hans Haas: Lateinisch-deutsches Wörterbuch. Mit einer Einleitung über Sprachgeschichte, Lautgeschichte, Formenlehre und Wortbildungslehre von Richard v. Kienle, Heidelberg: F. H. Kerle 1952
- Historische Laut- und Formenlehre des Deutschen, Tübingen 1960, 2. Auflage 1969